# John W. Fitzpatrick
Pour les articles homonymes, voir Fitzpatrick.
Ne doit pas être confondu avec John Fitzpatrick.
John Weaver Fitzpatrick, né le 17 septembre 1951 à Saint Paul (Minnesota), est un ornithologue américain.
Il est principalement connu pour ses travaux de recherche sur l'avifaune d'Amérique du Sud.
Il est depuis 1995 le directeur du laboratoire d'ornithologie de l'université Cornell, à Ithaca (New York).